# Häfen Sehnde
Die Häfen Sehnde umfassen mehrere Länden, ein Hafenbecken, zwei Schleusenvorhäfen und einen Yachthafen auf dem Gebiet der Stadt Sehnde in der Region Hannover, Niedersachsen.

## Geographie
- Karte mit allen Koordinaten:
- OSM |
- WikiMap

Die Kanalhäfen Sehnde liegen an vier räumlich getrennten Standorten, westlich und südlich des Ortskernes an der Bundeswasserstraße Mittellandkanal (MLK) und am Stichkanal Hildesheim (SKH). Dieser zweigt unmittelbar südlich des Stadthafens von Sehnde bei MLK km 183,4 Süd vom Mittellandkanal ab. 200 m westlich des Stadthafens unterquert der Billerbach in einem 120 m langen Düker den Mittellandkanal.

Nördlich bildet die 144 m hohe Kalihalde Hugo eine weithin sichtbare Landmarke.

Die Hafenteile am Mittellandkanal liegen allesamt auf einer Höhe von 65 m ü. NN, der Scheitelhaltung des MLK; der obere Schleusenvorhafen liegt auf 73 m ü. NN und wird im Vollausbau später auf 73,5 m angehoben.
| Lage: Gewässer – km | Hafen:   | Beschreibung          | Kailänge            | Ausstattung |
| ------------------- | -------- | --------------------- | ------------------- | --- |
| MLK 175,5 Nord      | Lände ⊙  | Lände Schneiderwinkel | 170 m, gespundet    | Poller, Freilagerplatz 0,50 ha, Mobilbagger; Betriebslände des Zementwerkes Höver                                                    |
| MLK 182,8 Nord      | Lände ⊙  | Kalilände Sehnde      | 195 m, geböscht     | Poller, Treppen, Mobilbagger; Werkshafen der K+S Sehnde                                                                              |
| MLK 183,3 Nord      | Hafen ⊙  | Stadthafen Sehnde     | 2 × 90 m, Kaimauern | Kran, Pumpen, Bunker-/Schwerlastplatte, Silos, Freilagerflächen, Bahnanschluss bis auf den Westkai                                   |
| MLK 183,5 Nord      | Lände ⊙  | WSA-Hafen             | 2 × 75 m, gespundet | Außenlände des WSA Braunschweig, ASt. Sehnde                                                                                         |
| MLK 183,7 Süd       | Lände ⊙  | Lände Sehnde Süd      | 280 m, gespundet    | Poller, Liegeplätze für die Berufsschifffahrt                                                                                        |
| MLK 183,9 Nord      | Lände ⊙  | Anleger RV            | 5 × 15 m, Niederkai | kleine Landebucht und Anleger für Muskelkraftfahrzeuge                                                                               |
| MLK 184,5 Nord      | Marina ⊙ | Yachthafen Sehnde     | 20 × 60 m,          | 33 Wasserliegeplätze, 25 Trailerstellplätze, Slipanlage, 1,5-t-Kran, Außenliegerplätze für Gastlieger, Stege, Wasser, Sanitäranlagen |
| SKH 0,5 West        | Lände ⊙  | Länden                | 400 m gespundet     | unterer Schleusenvorhafen, Liegeplätze für die Berufsschifffahrt, Anlegeplatz für Kleinfahrzeuge mit Sprechstelle                    |
| SKH 0,9 Ost         | Lände ⊙  | Länden                | 185 m, gespundet    | oberer Schleusenvorhafen, Liegeplätze für Gütermotorschiffe, Bunkerstelle, Anlegeplatz für Kleinfahrzeuge mit Sprechstelle           |

## Geschichte
Im Zeitraum 1924 bis 1928 wurden der Mittellandkanal bei Sehnde nach Osten hin, und der Stichkanal Hildesheim nach Süden hin gebaut. Der Stadthafen hatte von Anfang an einen Anschluss an die bereits bestehende Bahnstrecke Lehrte–Nordstemmen und gewann, trotz der herrschenden Weltwirtschaftskrise in den frühen 1930er Jahren, stetig an Umschlag hinzu, als der Kanal in der Zwischenkriegszeit 1929 Peine, 1933 Braunschweig und 1938 schließlich die Elbe erreichte. Umgeschlagen wurden hauptsächlich Kali, Baustoffe, Agrarprodukte, Düngemittel sowie feste und flüssige Brennstoffe.

Im Zweiten Weltkrieg blieben die Häfen in Sehnde weitgehend unbeachtet und betriebsbereit.
In den 1960er Jahren erfolgte im Zuge von Ertüchtigungs- und Ausbauarbeiten des Kanales eine Modernisierung der Umschlagstellen; zum Teil veränderte sich auch deren Lage und Nutzung geringfügig.
Der WSA- und der Yachthafen kamen in den 1980er Jahren hinzu, und in den späten 2000er Jahren wurden schließlich die Schleusenhäfen bei Bolzum völlig neu gebaut.
Im Mai 2015 ereignete sich im Yachthafen Sehnde ein tödlicher Unfall und im Januar 2016 geriet eine Horde Wildschweine bei der Lände Schneiderwinkel in den Kanal.

## Gewerbe und Infrastruktur
Heute bestehen die Häfen Sehndes aus etlichen Standorten, deren Einrichtungen den jeweiligen Zwecken speziell angepasst sind und jeweils eigene Betreiber haben. Am Hafenbecken des Stadthafens gibt es zwei Krananlagen, Pumpen, Lagermöglichkeiten für feste und flüssige Umschlagsgüter, sowie eine Pipeline zu den Bahnanlagen am Westkai hin. Außerdem bestehen Liegeplätze für die Berufsschifffahrt an der Lände Sehnde-Süd, weitere Warteplätze am Kanalabzweig zum Stichkanal Hildesheim und eine Bunkerstelle im Oberwasser der Schleuse Bolzum. Für Betriebsmittel- und Arbeitsboote hat sich das Wasserstraßen- und Schifffahrtsamt Braunschweig eine Außenstelle in Sehnde eingerichtet und dort einen eigenen kleinen Hafen gebaut.

## Verkehr
Gemeindestraßen erschließen alle Hafenteile zu der etwa 5 km westlich verlaufenden Bundesautobahn 7 hin. ÖPNV-Anbindungen sind etwa in einen Kilometer Entfernung nördlich des Stadthafens an der S-Bahn-Haltestelle Sehnde verfügbar.

Für den Güterverkehr besteht dort ein Ausziehgleis zum westlichen Pier des Stadthafens hin, sodass in Sehnde ein trimodaler Verkehr möglich ist.

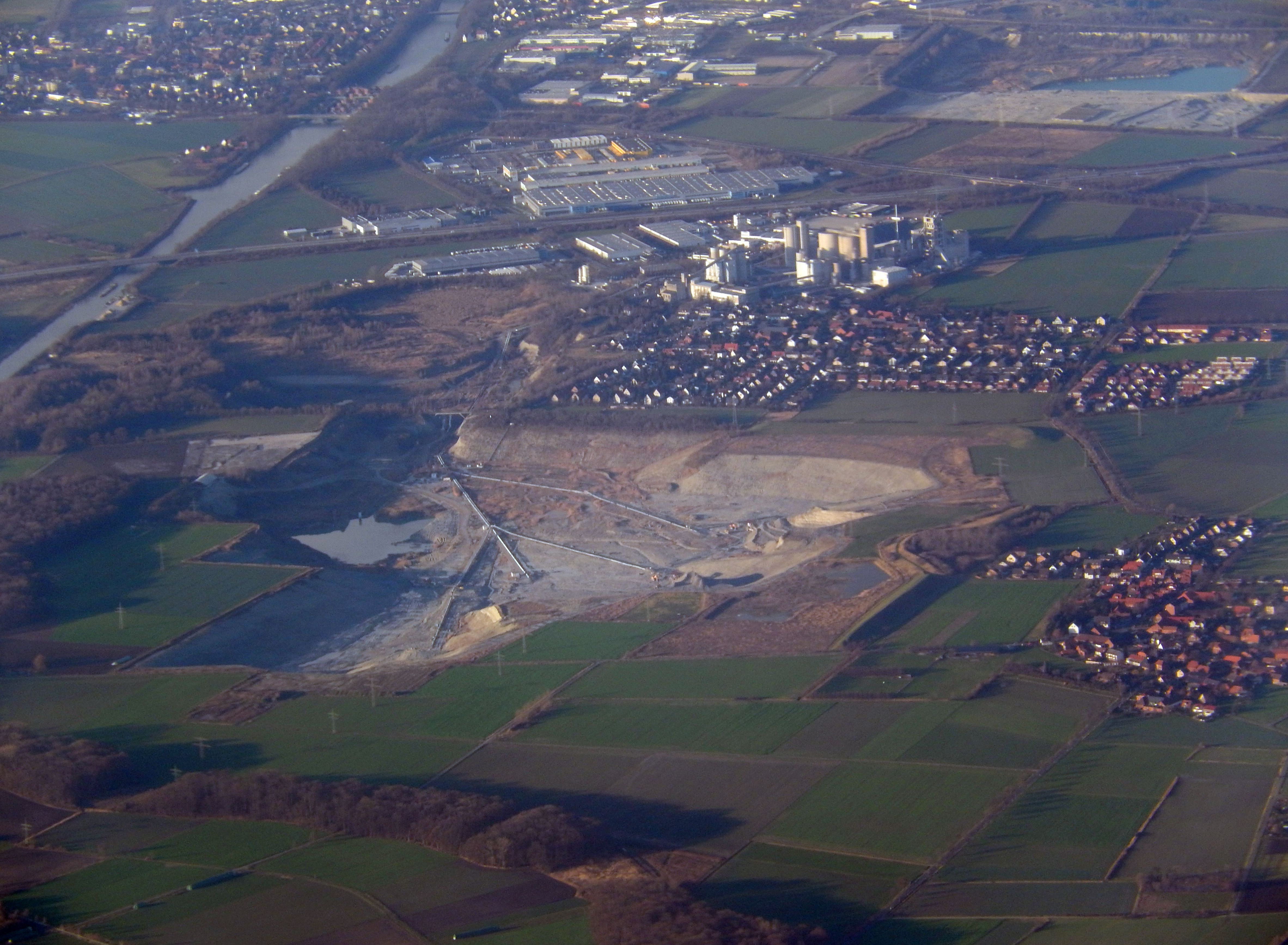
Links die Lände Schneiderwinkel (Höver), Blick von Osten
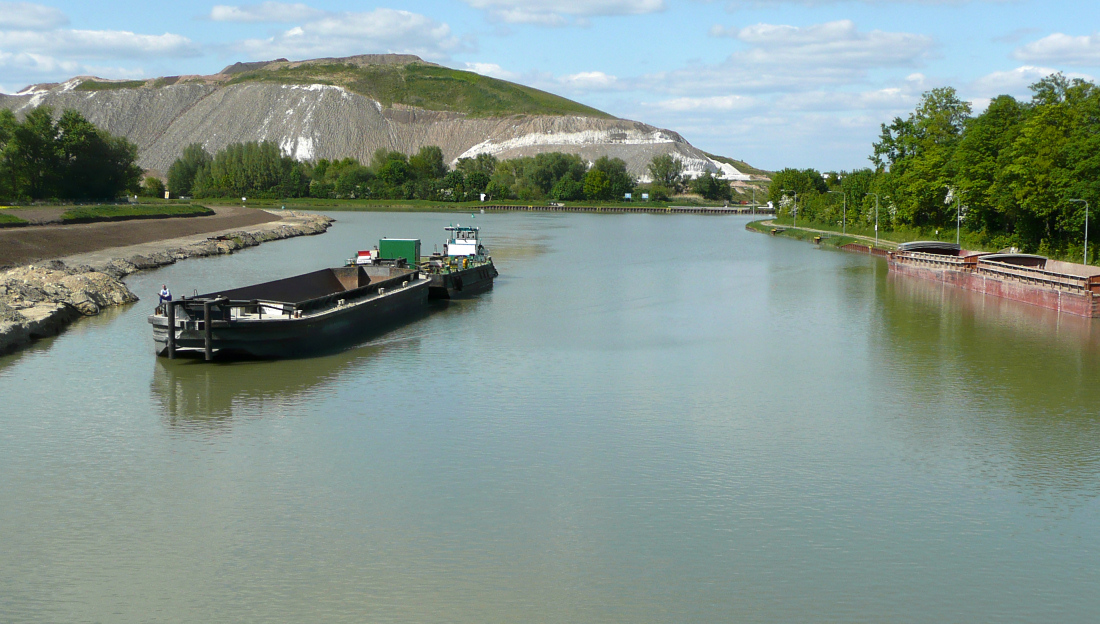
Kalilände, Blick von Süden
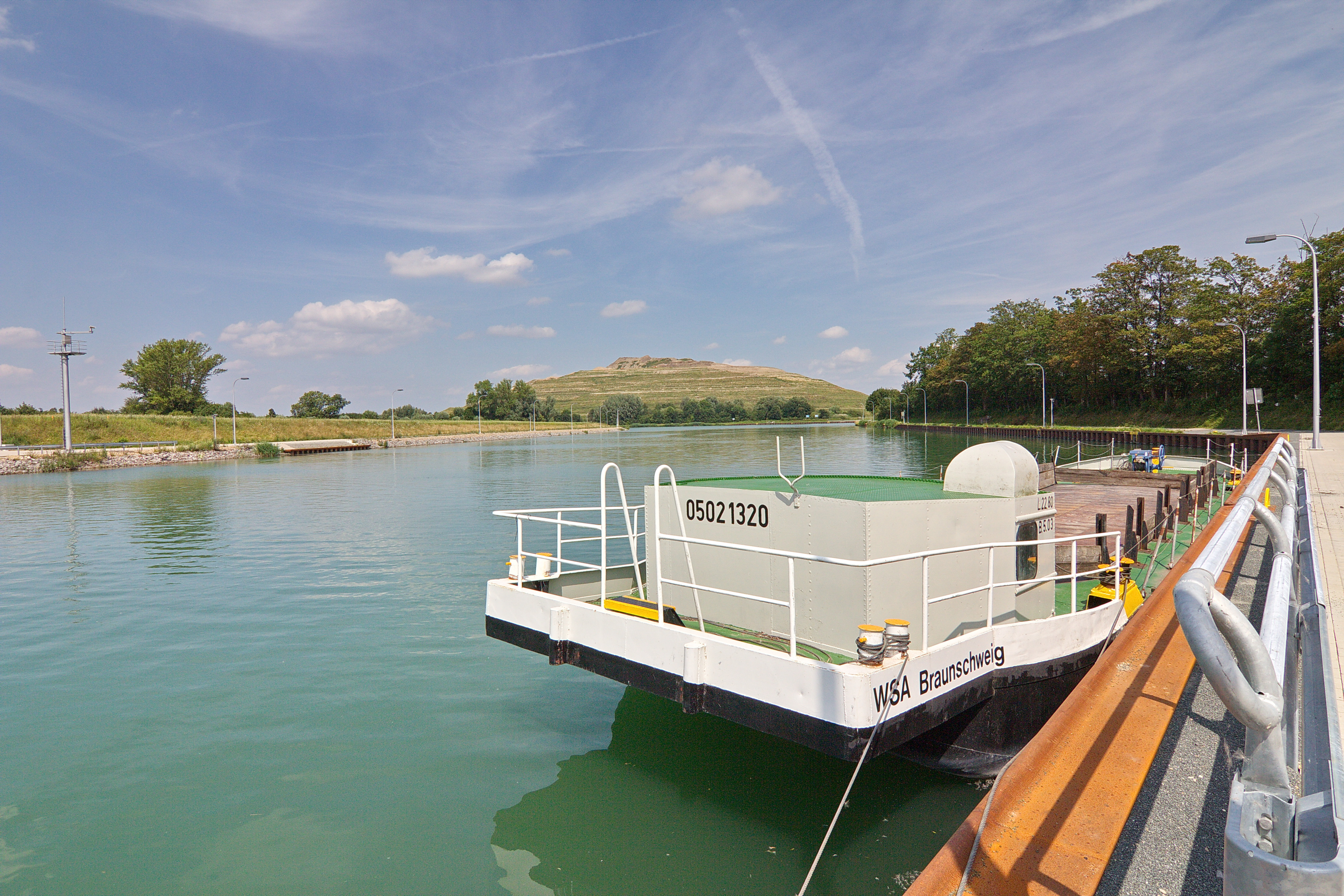
Unterer Schleusenvorhafen, Blick von Süden
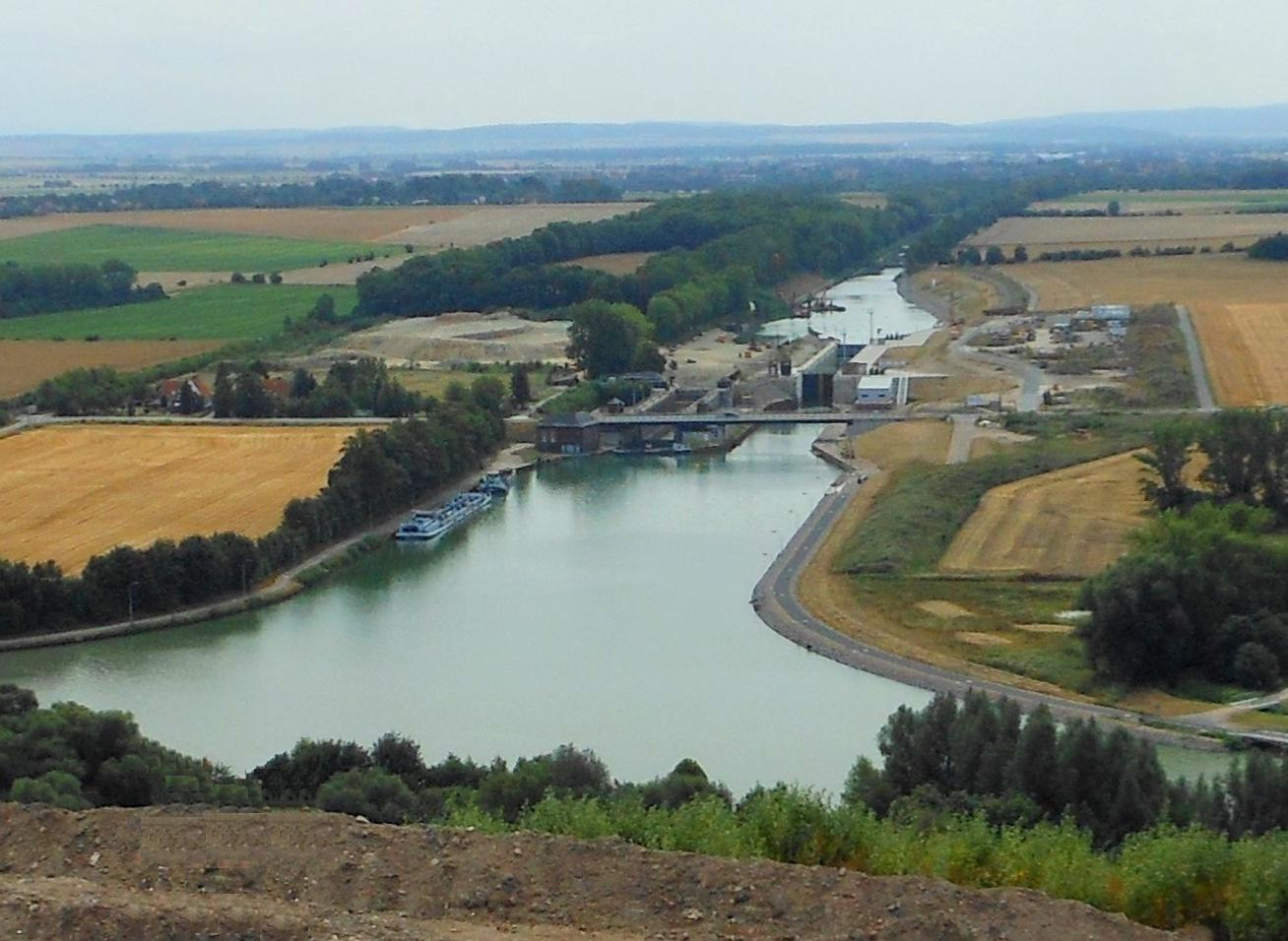
Schleuse mit Vorhäfen, Blick von der Kalihalde im Norden